# Bešlinec
Bešlinec – wieś w Chorwacji, w żupanii zagrzebskiej, w gminie Kloštar Ivanić. W 2011 roku liczyła 390 mieszkańców.